# Elektronikschrottverarbeitung in Agbogbloshie

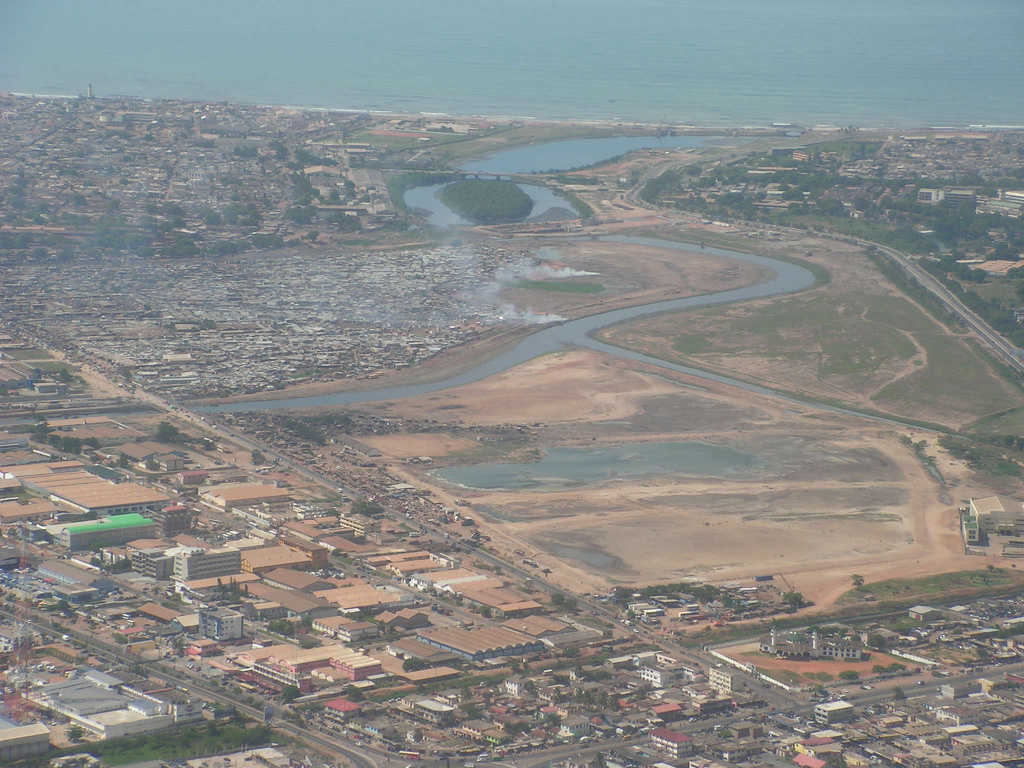
Agbogbloshie und die Korle-Lagune (2005)

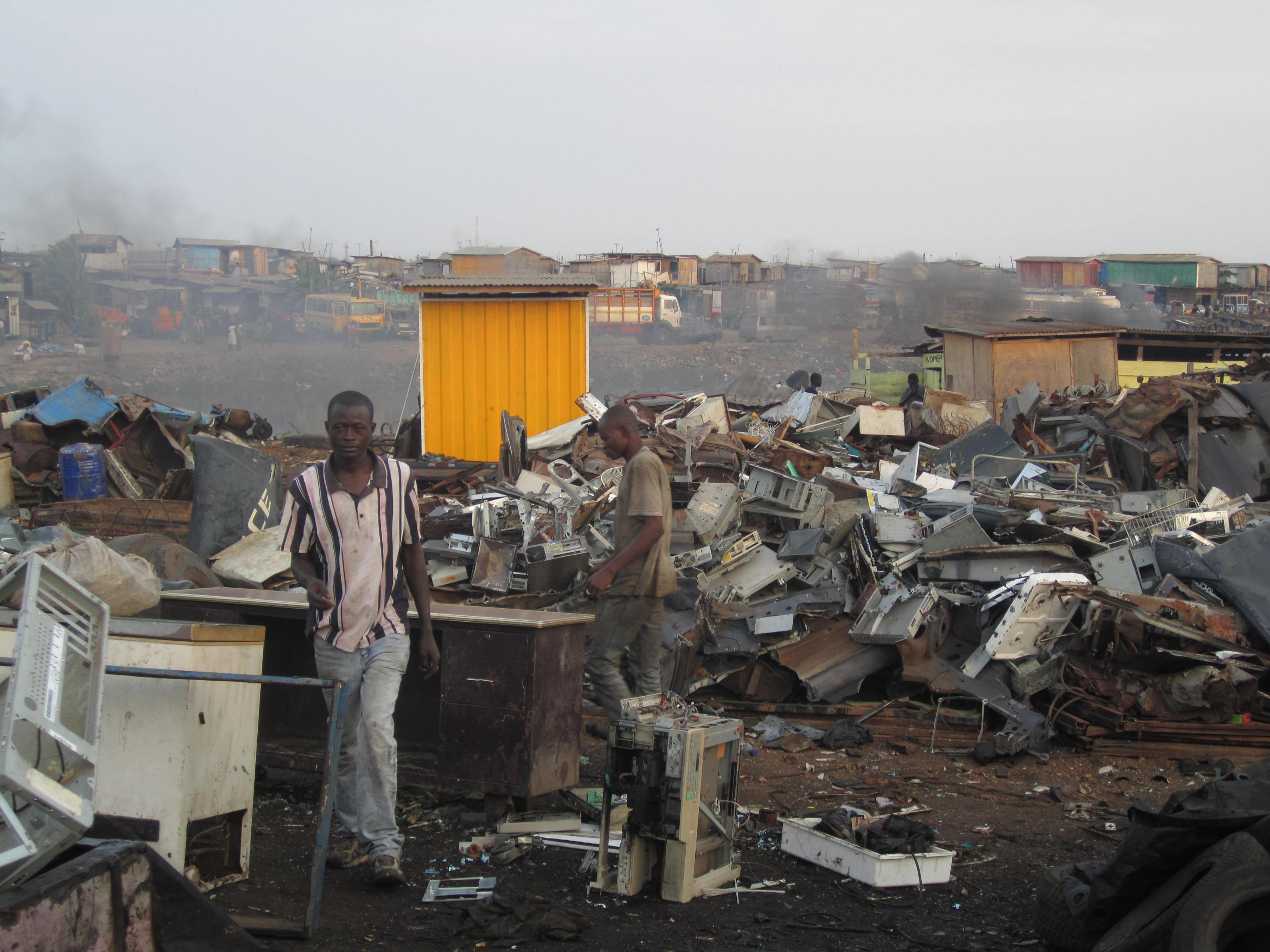
Auf der Müllhalde von Agbogbloshie (2011)

Die Elektronikschrottverarbeitung in Agbogbloshie findet im gleichnamigen Stadtteil der Millionenmetropole Accra im westafrikanischen Ghana statt. Nordwestlich des Hauptgeschäftsviertels von Accra am Ufer der Korle-Lagune gelegen, leben hier 40.000 Menschen auf einer Fläche von etwa 1600 ha (16 km²) Land. Bekanntheit erlangte Agbogbloshie durch das UNICEF-Siegerfoto aus dem Jahr 2011 mit dem Titel: Ghana: Unser Müll in Afrika von Kai Löffelbein. Das Bild symbolisiert die Auswirkung illegal eingeführten Elektronikschrotts, der aus Europa stammt. Bei der nicht organisierten und vollkommen unsachgemäßen Trennung der Wertstoffe – u. a. mit Hilfe von offenen Feuern – entstehen hochgiftige Dämpfe aus den Bauteilen. Aufgrund dessen wurde der Ort 2013 von der Umweltorganisation Blacksmith Institute zu einem der am schlimmsten verseuchten Orte der Welt gewählt. Etwa seit 2015 gibt es Ansätze zur Verbesserung.

## Armut und Umweltproblematik
Ghana selbst leidet nicht unter Dürrekatastrophen; Nahrungsmittel sind ausreichend vorhanden. Allein die ungleiche Verteilung stellt ein Problem dar. Im Vergleich zu den Nachbarländern hat es sogar relativen Wohlstand erlangt. Das ist der Grund für massenhafte Zuwanderung, insbesondere aus nördlich gelegenen Regionen. Hinzu kommt eine ausgeprägte Abwanderung vom Land in die Städte, wodurch die dortige Arbeitslosenquote stark ansteigt. Vor allem für junge Menschen, deren Ausbildungsstand gering ist, bedeutet dies häufig den sozialen Abstieg in die Obdachlosigkeit. Es kommt zur Slumbildung mit ihren typischen Begleiterscheinungen: Krankheiten, Prostitution, Drogenhandel und Kriminalität.
Agbogbloshies Müllhalde ist darüber hinaus mit einer speziellen Form der Umweltverschmutzung belastet: Hier landen jährlich Millionen Tonnen Elektronikschrott, die von den Bewohnern auf verwertbare Rohstoffe (überwiegend Eisen, Aluminium und Kupfer) hin durchsucht werden. Dazu werden die Bildschirme von Fernsehern und Computern mit einfachsten Hilfsmitteln zertrümmert und so das im Innern vorhandene Phosphor und Cadmium freigesetzt.:S. 7–8.
Zusätzlich können beim Deponieren von Elektronikschrott Gifte wie Quecksilber und Arsen in den Boden gelangen.:S. 24–26.
Um an das Innere zu gelangen, wird auf den Gehäusen alter Schaumstoff angezündet, der den Kunststoff wegschmilzt. Wertvolles Kupfer wird gewonnen, indem die Plastikummantelung von Kabeln in offenen Feuern verbrannt wird – eine Arbeit, die hauptsächlich von Kindern und Jugendlichen durchgeführt wird. Durch das Verbrennen von Kunststoffen können unter anderem Dioxine und Chlor entstehen. Problematisch ist diese Form der Luftverschmutzung nicht nur durch die Aufnahme über Atemwege und Haut, sondern auch durch die Kontamination der dort angebauten Feldfrüchte. Dioxine setzen sich auf der Oberfläche von Blättern ab und gelangen dadurch in den Nahrungsmittelkreislauf.:S. 25–26. In unmittelbarer Nähe zur Müllhalde befindet sich zudem ein bedeutender Gemüsemarkt. Bodenproben wiesen Bleikonzentrationen auf, die zum Teil 100-mal höher als in nicht kontaminierter Erde waren. Ebenso wurden Belastungen durch Cadmium und Phthalate festgestellt, die Bestandteile von Polyestern sind und als Weichmacher für Kunststoffe im Allgemeinen eingesetzt werden. Darüber hinaus können sich bestimmte chemische Rückstände in tierischen Fetten einlagern, die beim Verzehr von Fisch, Fleisch, Eiern oder Milchprodukten aufgenommen werden.:S. 26.
Rinnsale sickern durch die Mülldeponie, die in einem ehemaligen Feuchtgebiet liegt, und verseuchen das Grundwasser. Es leitet die Giftstoffe in den vormals fischreichen Odor-Fluss, der längst tot ist. Mit diesem Wasser wird das Gemüse auf den angrenzenden Feldern gegossen. Nach kaum einem Kilometer mündet der Odor nahe der Korle-Lagune (eines der am stärksten verschmutzten Gewässer der Erde):S. 25. in den Atlantik. Werfen die Fischer dort ihre Netze aus, verfangen sich darin zunehmend Monitore und Kühlschrankteile.:S. 5/10.

## Folgen für die Gesundheit

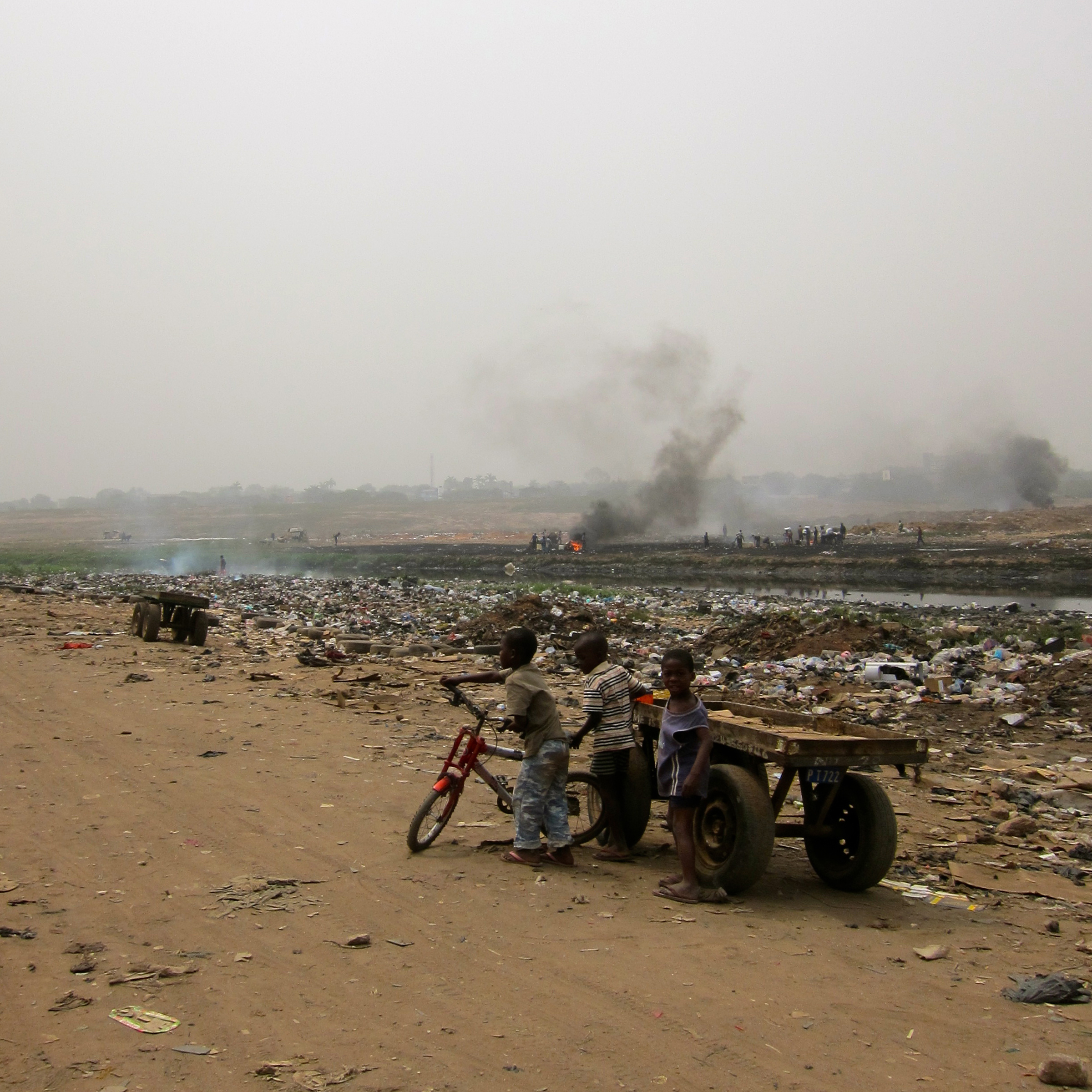
Agbogbloshie (2012)

Die Bewohner leben in Verschlägen, die sie aus alten Brettern und Blech errichtet haben. Sanitäre Einrichtungen fehlen ebenso wie sauberes Wasser. Alltäglich sind Schnittwunden und Verbrennungen, die sich die Bewohner bei ihrer Arbeit (oft barfuß und ohne Handschuhe) zuziehen.
Die Giftstoffe gefährden Kinder in besonderem Maße, da in der Wachstumsphase Blei und Cadmium in die Knochensubstanz eingelagert wird. Der Qualm ruft unmittelbare Beschwerden wie ständige Kopfschmerzen, gerötete Augen und Schlaflosigkeit hervor. Später können Gedächtnisschwund, Bluthusten:S. 9. und Asthma:S. 26. auftreten. Langfristig kann die Entwicklung des Fortpflanzungssystems, des Gehirns oder des Nervensystems beeinflusst werden.
Chronische Bleivergiftung führt bei Kindern schon ab 100–200 µg/l im Blut zu geringfügig verringerter Intelligenz und psychomotorischen Defiziten sowie zu einer leicht beeinträchtigten Nierenfunktion. Zur Enzephalopathie kommt es bei Erwachsenen ab 1200 µg/l, bei Kindern schon ab 800–1000 µg/l. Unbehandelt enden diese krankhaften Veränderungen des Gehirns bei Kindern oft tödlich und verursachen bei Überlebenden bleibende neurologische und neuropsychologische Schäden. Jedoch erreichen viele Kinder nicht einmal das zwanzigste Lebensjahr – vorher sterben sie an Krebs (beispielsweise Leukämie),:S. 26. Nierenversagen oder anderen Krankheiten.:S. 7.
Deshalb und wegen der hohen Kriminalität wird der Ort im Volksmund auch Sodom und Gomorra genannt. In den Medien wird der Ort teilweise auch als Toxic City bezeichnet.
Mittelfristig könnte sich die Schadstoffbelastung durch die ab 2002 von der EU erlassenen RoHS-Richtlinien vermindern.

## Illegal eingeführter Elektronikschrott
Als Mitte der 2000er-Jahre die ersten Container mit gebrauchten Computern in Ghana eintrafen, waren diese Teil eines Hilfsprogramms. Doch schnell missbrauchten unseriöse Händler das Etikett „Secondhand“, um illegal Elektronikschrott zu exportieren – mit gravierenden Folgen für das Land.:S. 24.
Seit etwa Mitte der 2000er Jahre setzt sich Mike Anane im Kampf gegen illegal eingeführten Elektronikmüll ein. Seiner Aussage nach sind 80 Prozent der gebrauchten Elektrogeräte, die in Agbogbloshie landen, Schrott.:S. 5. Doch auch funktionierende Geräte gelangen am Ende ihrer Lebensdauer auf die Deponie. In den letzten sechs Jahren wuchsen die Schrottmengen, die aus ganz Europa, den USA, Kanada und Australien stammen, zunehmend an. Yaw Amoyaw-Osei, Gründer des Umweltverbands Green Advocacy, bestätigt, dass eine ganze Reihe ausländischer Händler in die Elektroschrottimporte und -exporte verwickelt sind.:S. 6. Die Wertstoffe hingegen, die den Menschen auf der Müllhalde gerade so das Überleben ermöglichen, gelangen über Zwischenhändler zurück an die Hersteller in Europa und Amerika.:S. 5.
Dieses Vorgehen der Industrieländer verstößt gegen die Basler Konvention von 1989, die lediglich von Afghanistan, Haiti und den USA nicht ratifiziert worden ist. Hierbei handelt es sich um ein internationales Übereinkommen, das ein umweltgerechtes Abfallmanagement sowie grenzüberschreitende Transporte regelt. Demnach darf Müll nur in Staaten eingeführt werden, die über Einrichtungen zur fachgerechten Entsorgung verfügen. Sonst dürfen nur funktionierende Altgeräte exportiert werden. 2010 ließ das Umweltbundesamt die Elektroschrottströme untersuchen, was die illegalen Transporte untermauerte.
Selbst das deutsche Umweltbundesamt weiß nicht, wer in diesen illegalen Handel verwickelt ist. Es verweist an einzelne Händler, die defekte Geräte vor den Recyclinghöfen abpassen oder in unentgeltlichen Aktionen einsammeln. Greenpeace verfolgte jedoch einen funktionsuntüchtigen Fernseher mit einem eingebauten Peilsender von einem Londoner Recyclinghof bis nach Nigeria. Auch die BBC konnte den Weg eines defekten Fernsehgeräts von einer Londoner Straße bis nach Ghana verfolgen.:S. 6. In ähnlicher Weise gelang es einem Team der ARD-Sendung Panorama in Zusammenarbeit mit einem Rechercheteam von Follow the Money, die Verwertungswege von mehreren defekten TV-Geräten bis nach Accra nachzuverfolgen.

## Entwicklungen seit 2015
Im Jahr 2016 hat Ghana das Basler Abkommen in nationales Recht überführt, so dass es eine Rechtsgrundlage gegen das informelle Recycling gibt. Zudem hat man Recycling mit geringerer Umwelt- und Gesundheitsbelastung als Ziel. Das Thema kam 2015 auch beim deutschen Entwicklungsminister an. Die Gesellschaft für internationale Zusammenarbeit (GIZ) ist vor Ort tätig. 2017 wurde eine Station zur Brand- und Schnittwundenbehandlung eingerichtet. 2019 können 30 Prozent der Kabel verwertet werden, ohne sie zu verbrennen.

## Filme
2011 zeigte das ZDF in seiner Sendereihe "ZDF Zoom" die 45-minütige Dokumentation "Toxic City" über Elektroschrott und die illegalen Exporte u. a. aus Deutschland nach Ghana.
2013 präsentierte York-Fabian Raabe die 15-minütige Kurz-Dokumentation Sodoms Kinder. Der Film begleitet zwei Straßenkinder, die im Umfeld der Elektronikschrottdeponie leben. Acht Jahre später gab Raabe sein Spielfilmdebüt mit Borga (2021), bei dem er sich von seinem vorangegangenen Werk inspirieren ließ.
Der Dokumentarfilm Welcome to Sodom von Christian Krönes und Florian Weigensamer beschreibt ebenfalls das Leben der Menschen auf der Elektromülldeponie. Der Film wurde auf dem Filmfest München 2018 aufgeführt. Der Kinostart erfolgte im August 2018. Ein Ende Juli in der Sendung 10vor10 gezeigter Beitrag über den Film brachte die SWICO dazu, eine Beanstandung bei der Ombudsstelle der SRG einzulegen.

## Musik
Die Band Placebo produzierte in Agbogbloshie ein Musikvideo zu ihrer Coverversion des Talk-Talk-Hits Life’s What You Make It. Das 2017 veröffentlichte Video handele laut Sänger Brian Molko vom „Triumph des menschlichen Geistes im Angesicht von nicht selbst-gewählten Widrigkeiten“.